# Dicrochile
Dicrochile is een geslacht van kevers uit de familie van de loopkevers (Carabidae). De wetenschappelijke naam van het geslacht is voor het eerst geldig gepubliceerd in 1846 door Guerin-Meneville.

## Soorten
Het geslacht Dicrochile omvat de volgende soorten:
- Dicrochile acuta Darlington, 1968
- Dicrochile alternans Darlington, 1968
- Dicrochile anchomenoides Guerin-Meneville, 1846
- Dicrochile anthracina Broun, 1893
- Dicrochile artensis Perroud, 1864
- Dicrochile aterrima Bates, 1874
- Dicrochile brevicollis (Chaudoir, 1852)
- Dicrochile caledonica Perroud, 1864
- Dicrochile cephalotes Broun, 1894
- Dicrochile cordicollis Broun, 1903
- Dicrochile fabrii Guerin-Meneville, 1846
- Dicrochile flavipes Broun, 1917
- Dicrochile gigas Castelnau, 1867
- Dicrochile goryi (Boisduval, 1835)
- Dicrochile idae Moore, 1985
- Dicrochile insignis Broun, 1917
- Dicrochile maura Broun, 1880
- Dicrochile minuta Castelnau, 1867
- Dicrochile nitida Broun, 1882
- Dicrochile novaezelandiae (Castelnau, 1867)
- Dicrochile punctatostriata Castelnau, 1867
- Dicrochile punctipennis Castelnau, 1867
- Dicrochile punctulata Sloane, 1923
- Dicrochile quadricollis Castelnau, 1867
- Dicrochile rugicollis Broun, 1917
- Dicrochile subopaca Bates, 1874
- Dicrochile thoracica Broun, 1908
- Dicrochile tiro Darlington, 1968
- Dicrochile ventralis Blackburn, 1891
- Dicrochile whitei (Csiki, 1931)